# Karlsborg (Kalix)
Karlsborg ist ein Ort (Småort) in der schwedischen Provinz Norrbottens län, in der historischen Provinz (landskap) Norrbotten.

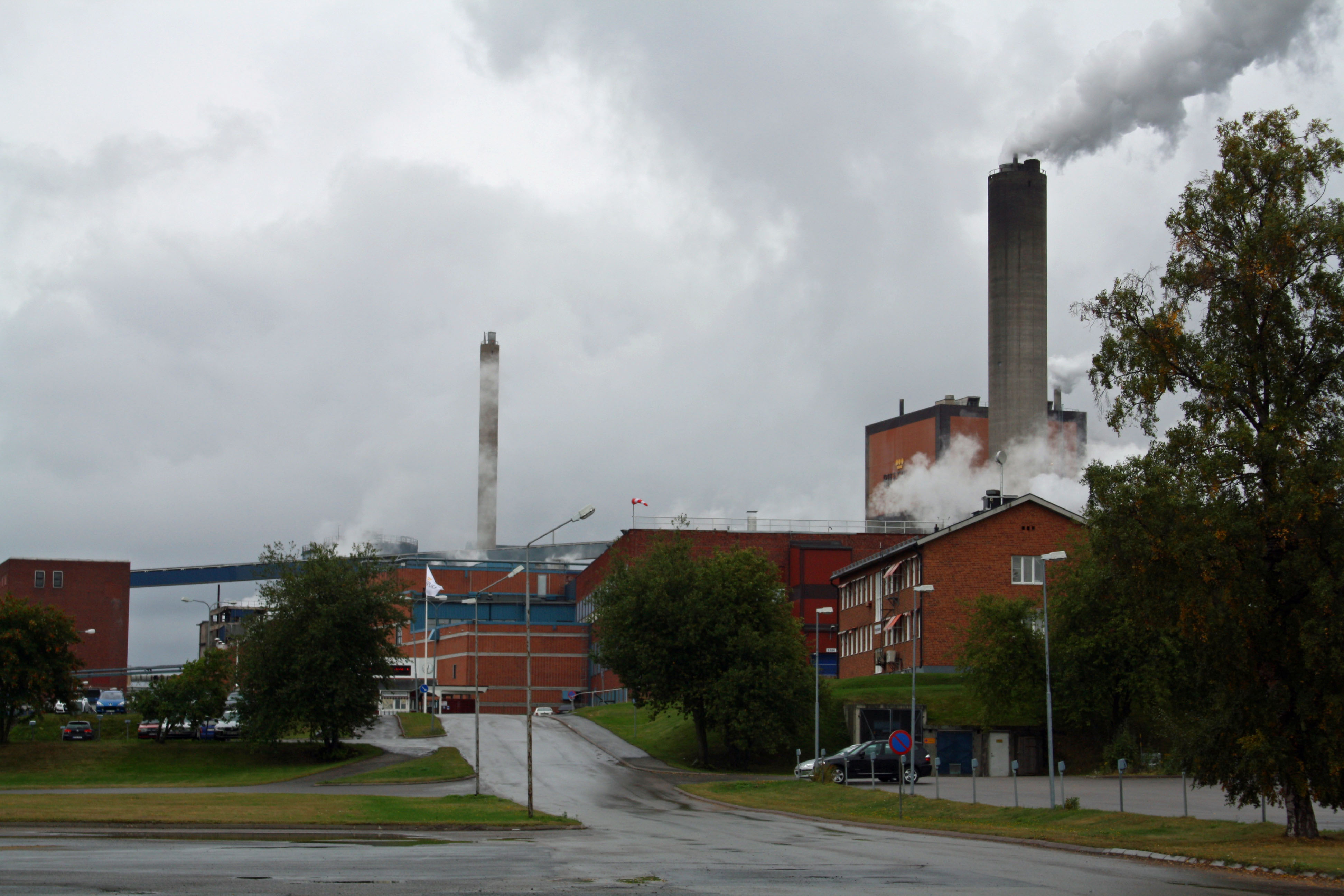
Papierfabrik Karlsborg der BillerudKorsnäs AB

Karlsborg gehört zur Gemeinde Kalix und innerhalb dieser seit 1. Januar 2016 zum Distrikt Nederkalix, benannt nach dem Kirchspiel (socken), das diesen Namen seit 1644 trägt. Es liegt gut 55 km Luftlinie nordöstlich der Provinzhauptstadt Luleå und knapp 10 km südöstlich von Kalix an der Mündung des Flusses Kalixälven in die Bucht Repskärsfjärden, Teil der Bottenwiek der Ostsee.
2015 verlor Karlsborg, dessen Einwohnerzahl bereits zuvor seit Mitte des 20. Jahrhunderts (1332 Einwohner 1960) um drei Viertel gefallen war, den Status eines Tätort wegen des zu großen Abstandes in der Wohnbebauung gemäß Tätortsdefinition. Seither sind die nordöstlich beziehungsweise nördlich etwas separat gelegenen Wohngebiete Skoghem und Vikmanholmen, in denen 2010 mehr als die Hälfte der Einwohner lebten, vom Statistiska centralbyrån als eigenständige Småorter ausgewiesen.
In Karlsborg befindet sich eine der vier schwedischen Papierfabriken der BillerudKorsnäs AB. Zur Fabrik führt ein Gleisanschluss von der einige Kilometer nördlich vorbeiführenden neuen, 2012 eröffneten Trasse der Bahnstrecke Boden–Haparanda (Nya Haparandabanan). Die über 40 km lange Strecke von Morjärv bis zum Karlsborgbruk genannten Endpunkt war bereits 1961 in Betrieb genommen worden und ist nun in die neue Strecke integriert. Die Bahnstrecke ist dem Güterverkehr vorbehalten. Einige Kilometer nördlich des Ortes verläuft die auch Europastraße 4 (Europaväg 4).
Die Kirche des Ortes stammt von 1911 und wurde 1983 umfassend renoviert.
Der Bandyverein Karlsborgs BK spielte von 1996 bis 1999 in der damals höchsten schwedischen Spielklasse, der Bandyallsvenskan.